# Video inverso

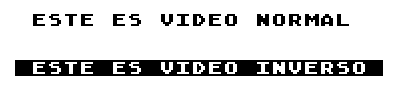
Vídeo inverso en un Atari 800XL

El vídeo inverso, también llamado por algunos como vídeo reverso, es una técnica de despliegue de pantalla mediante la cual se invierte el fondo y el texto o los colores. De este modo se obtiene un negativo de la presentación original. En algunos programas de computadora, la acción de destacar un texto se realiza mediante la representación del mismo texto en vídeo inverso. En general, esto se logra invirtiendo los valores de luminancia, es decir brillo, de los pixeles de la región involucrada de la pantalla, haciendo una operación lógica de bits, un o exclusivo (XOR) 
Como los valores de brillo generalmente van de 0 a 255, un valor de 255 se transforma en 0 y viceversa. Un valor 1 se convierte en 254, etc. A esto, a veces se le llama complemento a uno. Si la imagen original es de un color gris neutro, el vídeo inverso puede ser muy poco visible.
- Datos: Q2877862